# M2 Light Tank
Pour les articles homonymes, voir M2.
Le Light Tank M2 est un char léger américain conçu entre les deux guerres mondiales. Il fut surtout utilisé sur le front du Pacifique et, bien que peu utilisé au combat car vite dépassé, il représentait le premier char de conception moderne entièrement américain.

## Histoire
Les M2 furent développés à partir de 1935 par le Rock Island Arsenal pour l’infanterie de l’United States Army. Son design était vaguement inspiré du Vickers 6-Ton. Au début, son principal armement était constitué de la mitrailleuse Browning M2 de 12,7 mm installée sur une petite tourelle d'une place. Après 10 exemplaires produits, il fut décidé d’y ajouter une tourelle jumelle, mais armée d’une mitrailleuse de 7,62 mm. Ils furent affectueusement surnommés "Mae West" d’après le nom d’une star de cinéma de l’époque. Cette configuration était peu efficace mais répandue entre les deux guerres avec notamment les T-26 et 7TP.
Avec la guerre civile espagnole, l’US Army comprit qu’elle se devait de posséder des blindés mieux armés et protégés. Ainsi en 1940, les tourelles jumelles furent remplacées par une seule plus large et armée du canon de 37 mm M5, le blindage passa à 25 mm, les suspensions et la transmission furent améliorées et le système de refroidissement moteur changé.
Les conséquences de la bataille de France conduisirent les bureaux d’études à créer de nouveaux chars basé sur le châssis du M2. En augmentant le blindage et la taille de la coque, le M3 était né. Les premiers M3 ressemblaient beaucoup au M2A4 et certaines unités combattantes avaient les deux modèles, la principale différence entre ces modèles se situait au niveau du galet tendeur des chenilles (le dernier roulement en arrière du char). Sur les M2A4, celui-ci est plus grand et sur les M3, il touche le sol augmentant la portance du véhicule alourdi par un blindage plus épais. En mars 1941, la production des M2 laissa place à celle des M3. 
L'importance du projet M2 se situe en fait dans la base solide qu'il apporta pour la création des M3. La fiabilité mécanique et la grande vitesse de ces derniers étaient des conséquences directes du programme des M2.

## Utilisation
En décembre 1941, les M2A1, M2A2 et M2A3 étaient utilisés pour l’entraînement des équipages de chars. Quelques M2A4 furent néanmoins employés par l’US Marine Corps pendant la bataille de Guadalcanal et restèrent actifs jusqu’en 1943.
Le M2 fut utilisé par les régiments de chars de la première armée française formés en Afrique du Nord. Le 5e régiment de chasseurs d'Afrique déploya un escadron de chars légers M2 qui prit une part déterminante à la conquête de Toulon, la remontée du Rhône, les opérations en Bourgogne, en Franche-Comté, dans la bataille d'Alsace et les opérations en Forêt Noire, avec des pertes parfois importantes. D'une grande manœuvrabilité il permit la libération de nombreuses villes pendant la retraite allemande et fut à la tête des unités qui reprirent Colmar.  
Les Britanniques passèrent commande de 100 M2A4 début 1941. Après la livraison de 36 exemplaires, la commande fut annulée au profit de M3 Stuart plus efficaces. Ils servirent dans la British Army lors de l'invasion japonaise de la Birmanie

## Variantes
- M2A1 (1935).

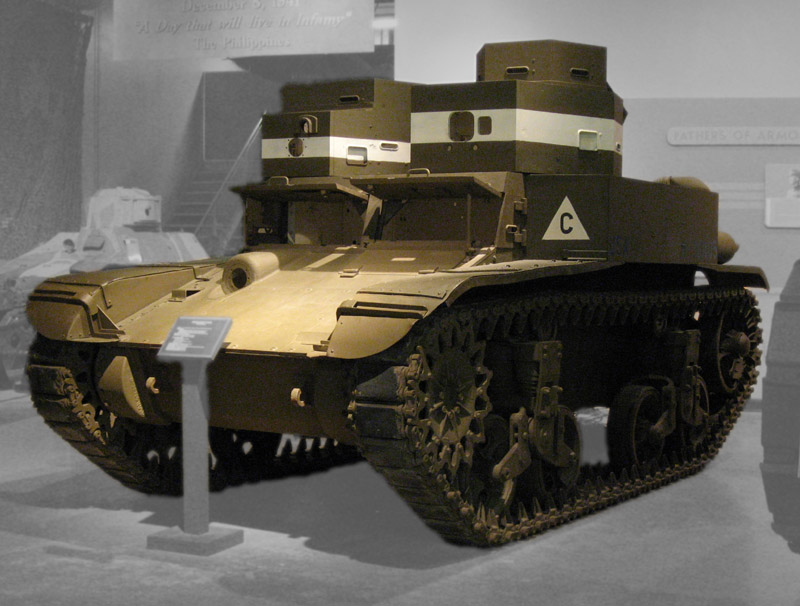
M2A2 visible à Fort Knox, au Patton Cavalry and Armor Museum

  - Mitrailleuse de 12,7 mm en tourelle, 10 unités produites.
- M2A2 (1935).
  - Tourelles jumelles Mae West. 239 unités produites.
- M2A3 (1938).
  - Tourelles jumelles, blindage et suspensions améliorés. 72 unités produites.
- M2A4 (1940).
  - Une seule tourelle avec un canon de 37 mm, amélioration du blindage. 375 unités produites.